# Pelargonium abrotanifolium
Pelargonium abrotanifolium és una espècie herbàcia perenne de la família de les Geraniaceae. Aquesta espècie fragant, arbustiva i de mida petita florent, proporciona bellesa i color durant tot l'any a qualsevol jardí àrid i rocós. Pelargonium abrotanifolium deriva el seu nom per la semblança de la forma de la fruita al pic d'una cigonya (Pelargos en grec). Pelargonium folium abrotani, (folium en llatí significa full), porta el nom de la melissa, Atermisia abrotanum, les fulles de Pelargonium s'assemblen a les de la melissa.

## Morfologia
Pelargonium abrotanifolium és erecte, arbustiu i ramificat, d'uns 0,5 m d'alçada. És esvelt, amb branques llenyoses i d'aspecte plomós, amb fulles de color verd grisenc, que estan agradablement perfumades. Les inflorescències no són ramificades, cada peduncle porta d'una a cinc flors. Les flors varien de color blanc, rosa a malva i les vetes en vermell o porpra. Temps de floració: durant tot l'any.

## Ecologia
És una espècie bastant comuna i, per tant, no té cap estat de conservació establert. Pelargonium abrotanifolium és una espècie nativa de Sud-àfrica on hi té un ampli rang de distribució, al Cap Occidental i des de Namaqualand al cap de l'est, així com l'Estat Lliure. Aquest arbust creix en hàbitats relativament àrids on ocorre en afloraments rocosos.
La llavor de Pelargonium és força interessant: adjunt a la llavor en forma el·líptica, és una estructura de plomes, cua, que està enrotllada en espiral. Aquesta estructura de cua, permet a la llavor penetrar i protegir-se dins la terra si es torça pel vent o per un animal que passa.

## Aspectes culturals i ús
No hi ha hagut usos medicinals registrats per a aquesta planta. Aquest arbust es pot utilitzar per a jardí, i està ben adaptada a les condicions àrides. És de baix creixement, l'ideal seria plantat entre petits arbustos que són molt més alts i amb altres herbàcies perennes petites. Proporciona color durant tot l'any, si poda es mantindrà compacta. El fullatge gris-verd ofereix un interessant contrast amb fullatge verd normal en un llit del jardí. És fàcil de cultiva a partir d'esqueixos, els quals es poden recollir en qualsevol època de l'any. P. abrotanifolium és l'única espècie de la secció Ligularia que està en el cultiu en general als EUA. Aquesta espècie ha estat conreada al Regne Unit des de 1791.